# 完全自動操縦装置 (日本海軍)
完全自動操縦装置（かんぜんじどうそうじゅうそうち）は、大日本帝国海軍が試作した航空機の無人運用を可能とする装置。九四式水上偵察機改造の実験機に搭載された。

## 経緯
海軍航空技術廠（空技廠）兵器部が進めていた完全自動操縦技術の実験の一環であり、冨沢豁（とみざわ ひろし）技師らの研究グループが開発を担当した。計画は1937年（昭和12年）頃に始まり、地上での基礎実験を経て九四式二号水偵（465号機）に搭載され、1940年（昭和15年）9月末に敷設艦「沖島」で1回目の、1941年（昭和16年）春に戦艦「山城」で2回目の空中実験が行われた。
二回目の実験では発艦時の操艦ミスによって合成風力が不足し失速、墜落する事故があったほか、エンジンの自動停止装置の誤作動なども発生したが、最終的には完全な無人飛行が可能となった。空中実験後には6機の九四式水偵にこの装置が搭載されたが、装置一式の価格が5万円に達したため、高コストを理由に実用化は見送られた。
本装置搭載機の用途としては、敵機編隊内での自爆攻撃、無人雷撃、新型機の無人試験飛行、標的機や囮機としての運用など、さまざまな案が考えられていた。

## システム
完全自動操縦装置は主に電気式自動操縦装置、自動発進装置、自動着陸装置の3つの装置から構成される。
電気式自動操縦装置はドイツ・ジーメンス社製のものに改良を加えたもので、油圧を介して三舵やエンジンを無線操縦するもの。無線操縦は他の誘導機から行われる。空中での操作性は良好だったが離着水時の操縦に難があり、これを補うために後述する2つの装置が開発された。
自動発進装置はカタパルトによる射出を前提としており、射出時の衝撃によって時限装置が起動。補助翼、方向舵、昇降舵の順で離陸前に所定位置にセットされたクランプが外れていき、羅針儀と速度計の計測を元に一定高度まで自動上昇した後に無線操縦に切り替わるというもの。
自動着水装置は完全自動で着水を行うもので、誘導機からの信号を受けて着水高度の信号器を兼ねたアンテナが自動的に展開され、それと同時にエンジン出力が絞られる。アンテナが水面に接触すると衝撃スイッチが作動して自動的に着水体制がとられ、スイッチ作動40秒後にエンジンが自動停止する。
搭載機に九四式水偵が選ばれた理由は、同機が高い安定性を有しており、機内のスペースに余裕があったためだった。搭載機自体に大々的な改造は行われていないが、実験機であることを示すために機体全体が真赤に塗装されていた。